# Liste der Bodendenkmale in Dickel
In der Liste der Bodendenkmale in Dickel sind die Bodendenkmale der niedersächsischen Gemeinde Dickel aufgeführt. Die Quelle ist der Denkmalatlas Niedersachsen.
- Bitte beachten Sie, dass diese Liste keinen Anspruch auf Vollständigkeit erhebt.
- Die Angaben ersetzen nicht die rechtsverbindliche Auskunft der zuständigen Denkmalschutzbehörde.
- Es sind nur Daten aus dem Denkmalatlas verarbeitet.
- Der Stand der Liste ist der 29. Mai 2025.

Dickel im Landkreis Diepholz

## Allgemein
In den Spalten finden sich folgende Informationen des Bodendenkmales:
| Lage         | geographische Koordinaten                                                           |
| Bezeichnung  | Bezeichnung lt. Denkmalatlas                                                        |
| Beschreibung | Beschreibung lt. Denkmalatlas                                                       |
| ID           | Objekt-ID                                                                           |
| Bild         | Bild, ggf. zusätzlich mit Link zu weiteren Fotos im Medienarchiv Wikimedia Commons. |

## Dickel
| Lage                        | Bezeichnung          | Beschreibung                                                  | ID       | Bild |
| --------------------------- | -------------------- | ------------------------------------------------------------- | -------- | ---- |
| 52° 38′ 15″ N, 8° 28′ 54″ O | Dickel 17, Grabhügel | Durchmesser ca. 19 m und Höhe ca. 1 m. Westhälfte abgegraben. | 35603953 | BW   |
| 52° 37′ 29″ N, 8° 30′ 32″ O | Dickel 56, Grabhügel | Durchmesser ca. 5,6 m und Höhe ca. 0,2 m.                     | 50078126 | BW   |